# Yanshi (starożytne miasto)

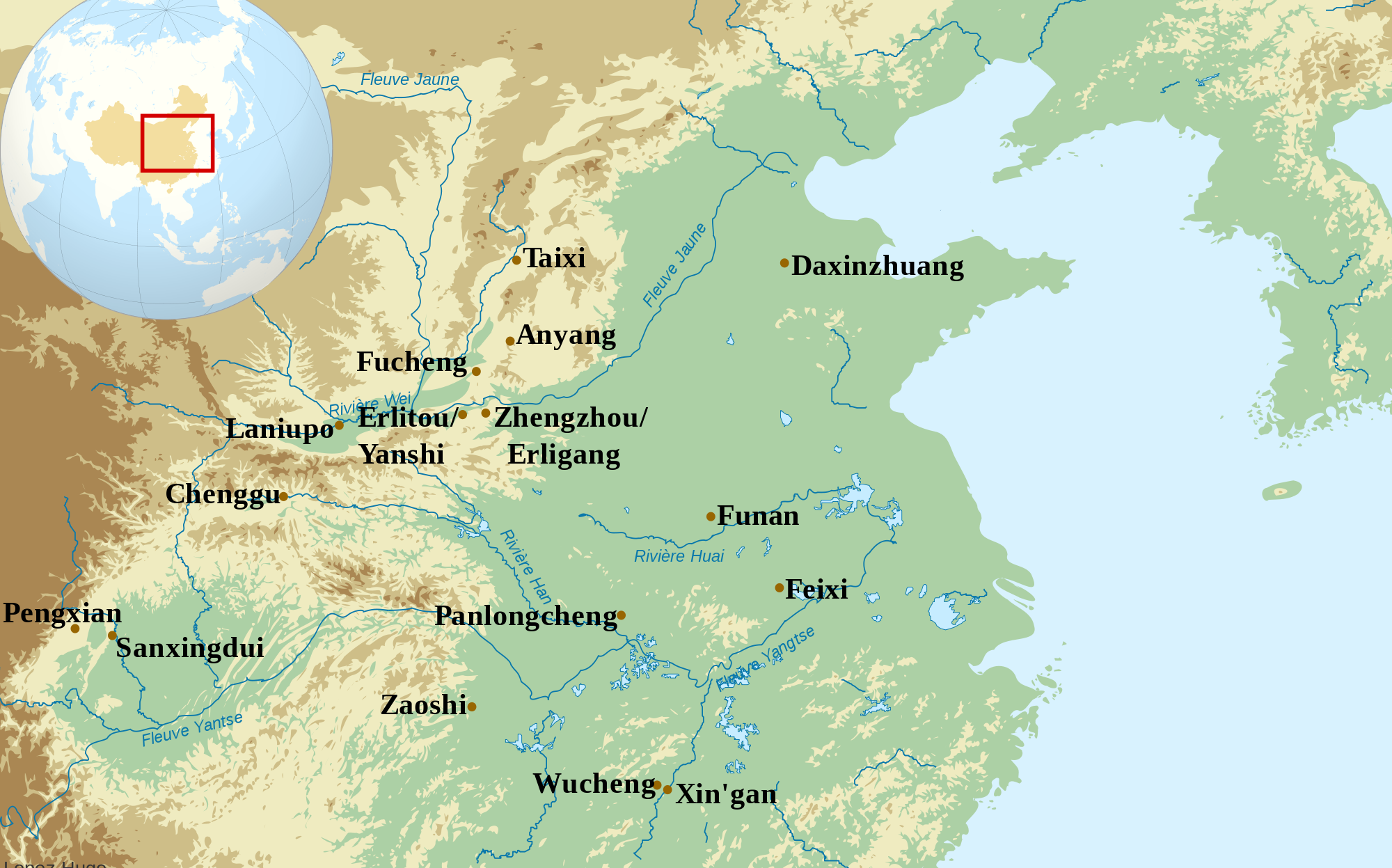
Lokalizacja stanowiska Yanshi

Yanshi (chiń. 偃师商城; pinyin Yǎnshī Shāngchén) – starożytne miasto znajdujące się nad rzeką Luo He w prowincji Henan w Chinach. Odkryte w 1983 roku.  Zamieszkane w latach około 1600-1365 p.n.e. w okresie kultur Erlitou i Erligang oraz dynastii Xia, Shang i Zhou. W okresie panowania dynastii Shang pełniło funkcję stolicy oraz jednego w głównych centrów gospodarczych państwa.

## Historia
Początki istnienia stanowiska związane są z kulturą Erlitou (1900-1600 p.n.e.). Dzięki bezpośredniemu dostępowi do rzeki miasto pełniło ważne centrum handlowe. Gospodarka Yanshi zyskała na znaczeniu, gdy terutorium zostało zajęte przez armię dynastii Shang. W środkowej fazie jej panowania (ok. 1500-1400 p.n.e.) miasto zostało siedzibą władców dynastii i stało się stolicą państwa. Plan miasta zbliżony był wyglądem  do prostokąta. Otaczał je mur ziemny mającym od 14 do 19 m grubości oraz zewnętrzną fosa o szerokości 20 metrów. Do środka prowadziło 7 bram znajdujących się głównie w jego północnej części. Powierzchnia stanowiska wynosiła ok. 200 ha (1700 metrów długości z północy na południe i 1215 metrów szerokości ze wschodu na zachód). Komunikacje ułatwiał system przecinających się dróg i kanałów wodnych. Wewnątrz miasta znajdował się mur o grubości ok. 6 m, który rozdzielał część północną od południowej. Pośrodku południowej części znajdował się kompleks pałacowy tzw. Miyagi, zbudowany na planie zbliżonym do kwadratu. Otoczony wałem ziemnym o wysokości 2 m. Składał się z dwóch pałaców, dwóch magazynów oraz systemu rytualnych rowów i stawów. Posiadał również podziemny system kanalizacyjny zbudowany z rur ceramicznych.

## Badania

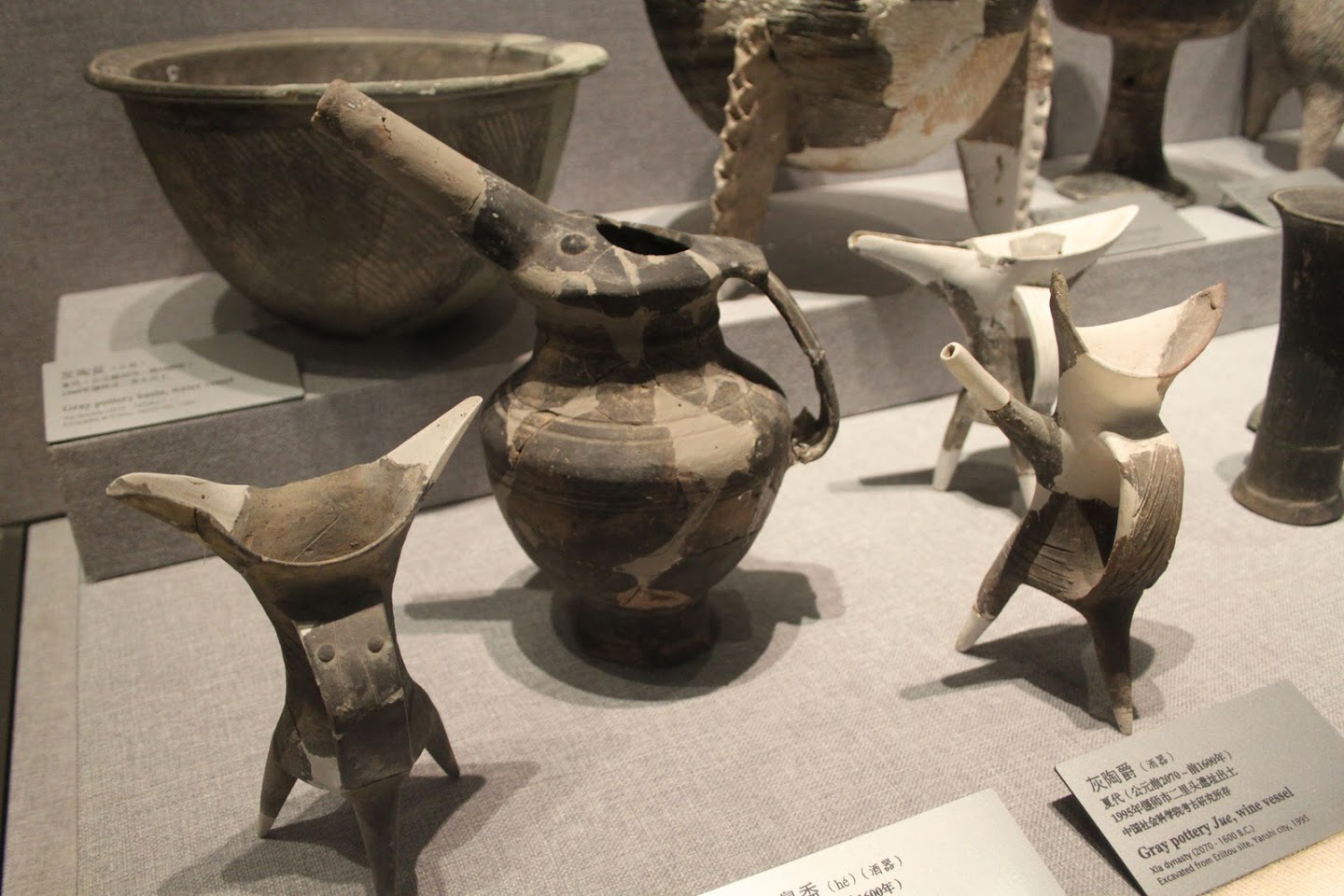
Ceramika znaleziona na stanowisku Yanshi

Pierwsze badania na stanowisku Yanshi odbyły się jesienią 1983 i potwierdziły, że miasto było użytkowane przez dynastę Shang.  W najstarszych warstwach odkryto duże ilości ceramiki z późnego okresu kultury Erlitou oraz kultury Erligang. Badania wykazały brak dużych oraz średnich grobowców. Hierarchia miasta było stosunkowo prosta, podzielona na kilka klas. W kompleksie pałacowym odkryto liczne szczątki ofiar złożonych ze zwierząt (gł. bydło, owce, konie i psy).  Intensywność ich składania zmieniała się w różnych etapach zamieszkiwania miasta. Głównymi zabytkami znajdowany na stanowisku są: kości, narzędzia z brązu oraz ceramika. 